# Dinamarca en los Juegos Olímpicos de Calgary 1988
Dinamarca estuvo representada en los Juegos Olímpicos de Calgary 1988 por un deportista que compitió en patinaje artístico.  
El portador de la bandera en la ceremonia de apertura fue el patinador Lars Dresler. El equipo olímpico danés no obtuvo ninguna medalla en estos Juegos.